# Lophoptera dorsimacula
Lophoptera dorsimacula là một loài bướm đêm trong họ Noctuidae.